# Luca Saudati
Luca Saudati (ur. 18 stycznia 1978 w Mediolanie) – włoski piłkarz występujący na pozycji napastnika.
W barwach Milanu, Perugii, Atalanty, Empoli i Lecce rozegrał łącznie 126 spotkań i zdobył 27 bramek w Serie A.